# Kościół Świętego Marcina (Wielki) w Kolonii

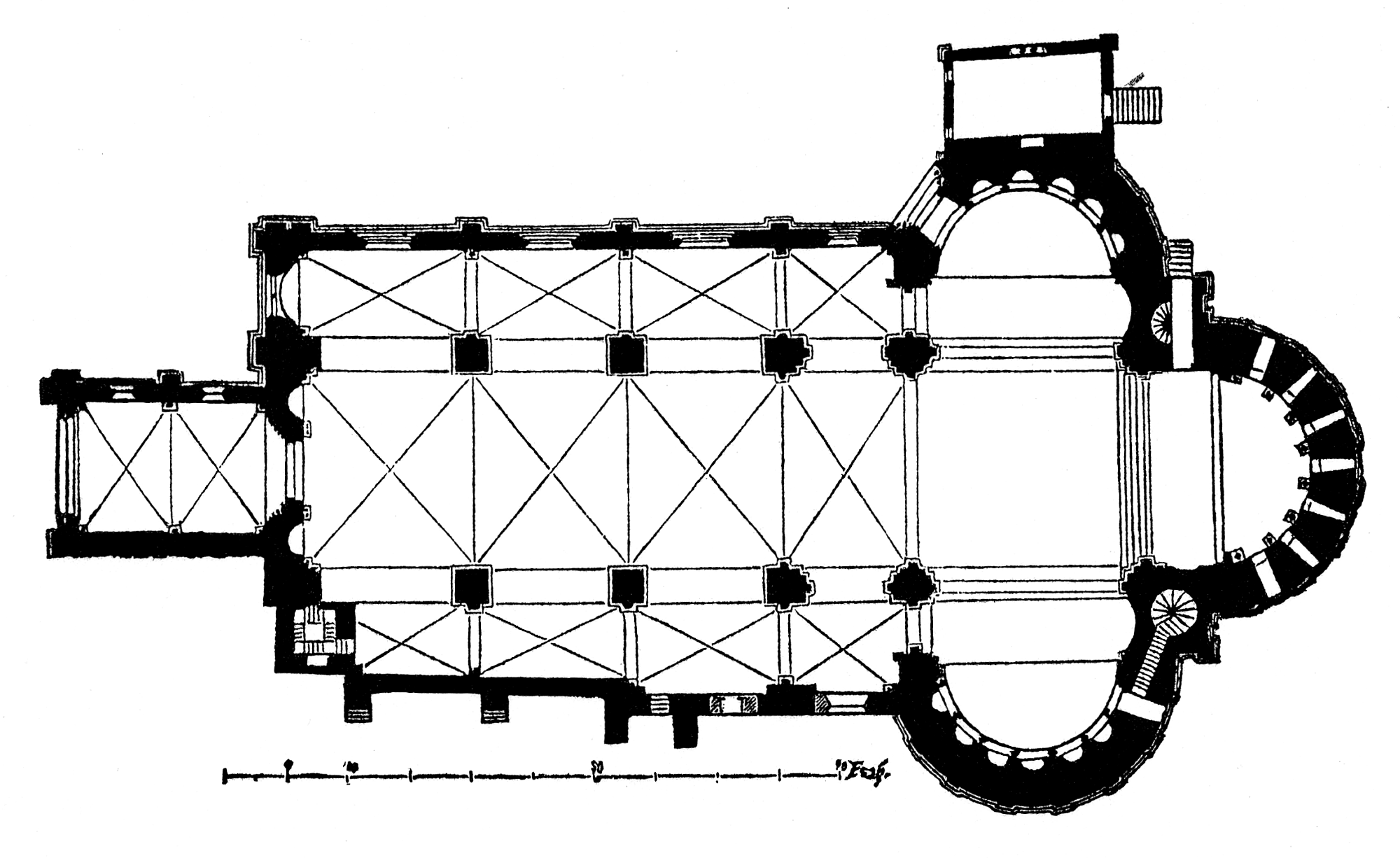
Rzut przyziemia

Kościół Świętego Marcina nazywany Wielkim (niem Groß St. Martin) – jeden z dwunastu romańskich kościołów w Kolonii. Usytuowany jest w obrębie historycznego Reńskiego Przedmieścia, części Starego Miasta pomiędzy Renem a Starym Rynkiem, na południe od katedry św. Piotra i NMP. Wraz z kościołami NMP na Kapitolu i Świętych Apostołów tworzy grupę trójnawowych kościołów z wschodnią częścią na planie treflowym – podobnie jak prezbiterium półkoliste zamknięcia zastępują ramiona transeptu. Na skrzyżowaniu naw wznosi się masywna wieża. 
Kościół wznosi się na miejscu dawnego basenu rzymskiego. Powstał jako kościół opacki dla Benedyktynów, do których należał do XIX w. Odtąd kościół parafialny, w 2009 przywrócono także klasztorną funkcję kościoła. Opiekę nad świątynią sprawuje Monastyczna Wspólnota Jerozolimska Niemal doszczętnie zniszczony podczas II wojny światowej, został odbudowany w latach 1945–1985. Jednakże zachowała się znaczna część oryginalnej architektury oraz dzieła sztuki tworzące historycznego wystroju wnętrza z XIII–XVII w.

## Patrocinium
Wielki Kościół Świętego Marcina (Groß St. Martin) wraz z Małym Kościołem Świętego Marcina (Klein St. Martin) są ideową kopią opactwa we francuskim Tours, założonego przez samego patrona obu kolońskich świątyń, Marcina. W obrębie niezachowanego do dziś opactwa znajdowały się dwie świątynie, większa opacka i mniejsza parafialna, co zostało powtórzone w Kolonii. Zakładanie osobnych parafii przez opatów było w średniowieczu często preferowaną praktyką, czego przykładem jest znajdujący się również w Kolonii kościół Św. Urszuli, który stanowił część opactwa żeńskiego, do którego należała parafia NMP (St. Maria Ablaß).  

## Historia
Wykopaliska archeologiczne, które miały miejsce pod dzisiejszą świątynią i jej najbliższej okolicy w latach 1965/1966 i 1973–1979 poświadczają o istnieniu zabudowań z I wieku n.e. Położony wówczas na wyspie na wschód od pretorium sąsiadował z natatio-powszechnym w czasach rzymskich typem kąpieliska. W połowie II wieku znajdowały się tu cztery symetrycznie usytuowane trójnawowe hale tworzące od zachodu, południa i wschodu pierzeje czworobocznego placu. Prawdopodobnie pełniły funkcję handlową.
Pierwsze wzmianki o istniejącej tu świątyni pochodzą z przełomu VII i VIII wieku, przy czym przypuszcza się, iż klasztor z kaplicą istniał tu od V w. W X wieku powstał nowy kościół. Kartularz z Lorsch wspomina o założeniu przez arcybiskupa kolońskiego Bruna kościoła opackiego dedykowanego św. Marcinowi z Tours. Tenże hierarcha ofiarował w swoim testamencie relikwie św. Elifiusza z Rampillon, który stał się drugim patronem kościoła. W 989 arcybiskup Everger ofiarował kościół iroszkockim Benedyktynom, którzy władali kościołem i klasztorem do śmierci ostatniego opata Alvolda w 1103. Od 1056 roku mieszkał tu Marian Szkot, autor Kroniki Świata. Prawdopodobnie kościół był trójnawową bazyliką z parami wież od wschodu i zachodu. W 1150 roku wybuchł na przedmieściach Kolonii pożar, który dotknął także część centrum z kościołem i klasztorem. Arcybiskup koloński Filip I z Heinsbergu poświęcił w 1172 zachowaną do dziś część wschodnią zbudowaną w układzie treflowym (od południa, północy i wschodu przylegają do kwadratowego skrzyżowania naw trzy półkoliste absydy). Przy północnej absydzie dobudowano dwie kaplice, powstałe na miejscu zniszczonego przez pożar klasztoru. Opat Simon (1206–1211) i jego brat dokonali fundacji nowego klasztoru. W połowie XIII wieku zbudowano trójnawowy korpus nawowy, przebudowano część wschodnią, m.in. powiększono otwory okienne. Powyżej skrzyżowania naw wzniesiono potężną kwadratową wieżę z narożnymi oktagonalnymi wieżyczkami.
W 1378 roku pożar uszkodził dachy wież, natomiast wichura w 1434 spowodowała znaczniejsze uszkodzenia, w wyniku których runęła częściowo wieża i dachy, uszkadzając m.in. ołtarz główny. Dwa lata później w ramach odbudowy ufundowano upamiętniający to wydarzenie dzwon. Za rządów opatów Jakoba von Wachendorpa (1439–1454) i Adama Meyera (1454–1499) kościół otrzymał późnogotycki wystrój wnętrza. W 1509 roku powstał nowy ołtarz główny, z którego zachowało się do dziś kilka figur. Znaczną część średniowiecznego wyposażenia zastąpiono w XVII i XVIII w. barokowym. Inicjatorem barokizacji wystroju był m.in. opat Heinrich Obladen, który ufundował nowe organy. Opat Franz Spix przeprowadził szereg zmian w obrębie przestrzeni prezbiterialnej, wyburzając m.in. romańską kryptę. Pod koniec XVIII wieku ściany wnętrza pokryto malowidłami o formach klasycyzujących. W tym stylu powstał też stół ołtarzowy i ambona. W międzyczasie miała miejsce kolejna katastrofa, runęła północno-zachodnia wieżyczka uszkadzając dach. W październiku 1794 roku Kolonię zajęły wojska francuskie, które stacjonowały tu przez 20 lat. Podczas okupacji narzucono oświeceniowo-rewolucyjne idee mające na celu m.in. laicyzację miasta. W 1801 roku Kolonia straciła status arcybiskupstwa, a katedra stała się kościołem parafialnym, zniszczono kilkadziesiąt kościołów, kaplic i klasztorów. Zamieszkujący klasztor przy Wielkim Świętym Marcinie 21. mnichów musiało opuścić swoje miejsce. 11. z nich pozostało kapłanami w innych parafiach. W 1802 roku zburzono przykościelny klasztor, uszkodzeniom uległ także kościół. Po klęsce Napoleona i przemianach społeczno-kulturalnych nastąpił okres kontrofensywy prądów katolickich które znacznie przywróciły historyczny charakter miasta, zaś od 1843 roku miała miejsce restauracja Wielkiego Świętego Marcina. W 1875 kościół pokryto nowym dachem. Wnętrze kościoła odrestaurowano pod kierunkiem Augusta Essenweina, ściany otrzymały nowe malowidła o tematyce biblijnej. W takim stanie kościół przetrwał do II wojny światowej, kiedy to kościół był dwukrotnie niszczony, w 1942 i 1945. Runęły sklepienia, wieża i część murów lateralnych. Szczęśliwie ocalały znaczne fragmenty najstarszej części wschodniej. Plany odbudowy kościoła poprzedziła dysputa, w której postulowano pozostawienie ruin jako pomnika będącego znakiem przestrogi i upamiętniającego ofiary wojny. Ostatecznie wygrała koncepcja odbudowy kościoła, którą rozpoczęto w 1948 roku od prezbiterium (ukończone w 1954) następnie korpusu nawowego (1977), wieży (1965). W 1971 roku świątynię nakryto nowym dachem. W 1985 koloński arcybiskup Joseph Höffner poświęcił odbudowany kościół i sprowadził do jego wnętrza relikwie świętych Brygidy oraz Sebastiana i Engelberta z Kolonii.

## Architektura

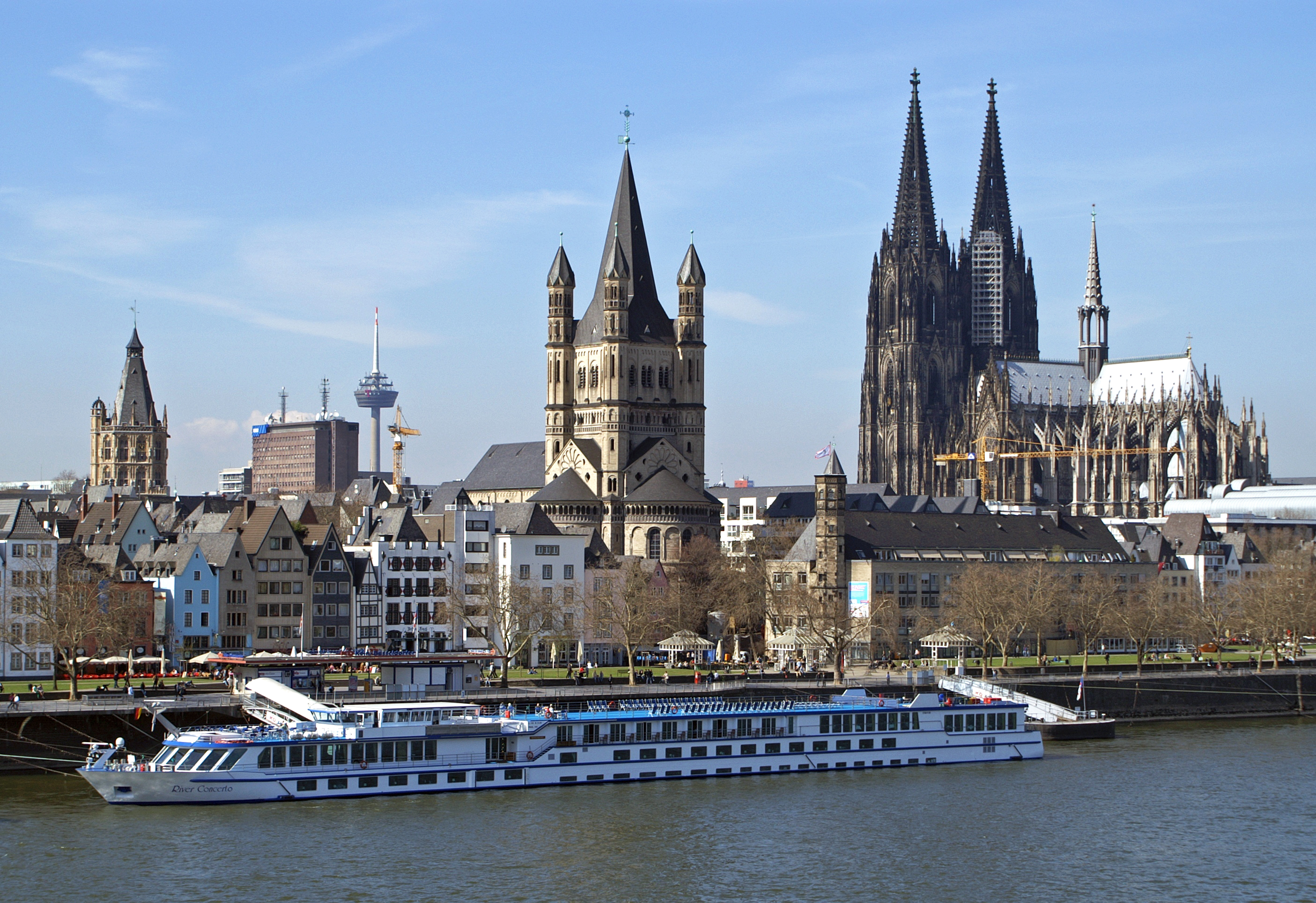
Widok Kolonii zza Renu. Pośrodku kościół Św. Marcina. W głębi ratusz (po lewej) oraz katedra(po prawej)

Kościół Świętego Marcina obok wież katedry i ratusza tworzy dominantę w panoramie Kolonii widzianej od strony Deutz po drugiej stronie Renu. Kościół jest romańską trójnawową bazyliką z wieżą na skrzyżowaniu naw, do którego zamiast ramion transeptu i przestrzeni chórowej przylegają trzy absydy, tworząc układ treflowy nawiązujący do Bazyliki Narodzenia Pańskiego w Betlejem. Taki układ powtórzono w innych kościołach nadreńskich, m.in. kościołach NMP na Kapitolu i Świętych Apostołów w Kolonii. Ponad skrzyżowaniem naw wznosi się czworoboczna wieża z czterema narożnymi wieżyczkami. Korpus nawowy składa się z trzech przęseł, pomiędzy nim a skrzyżowaniem naw mieści się węższe przęsło przejściowe. Przed II wojną światową od strony zachodniej przylegała kruchta. 
Wewnątrz widoczne są różnice w architekturze między korpusem nawowym i starszą częścią wschodnią, nie tylko w sposobie artykulacji ścian, ale także w stylu. Część wschodnia ma formy romańskie, zachodnia późnoromańskie i wczesnogotyckie. Korpus nawowy nakryty jest sklepieniem krzyżowo-żebrowym, pozostałe części kościoła sklepieniem kolebkowym. Przestrzeń prezbiterialna obejmuje skrzyżowanie naw (gdzie obecnie pośrodku niego mieści się stół ołtarzowy) oraz przylegające do niego trzy krótkie przęsła przejściowe i masywne absydy. Elewacje ścian są podzielone na dwie strefy. Wszystkie trzy absydy mają zbliżoną artykulację elewacji, w dolnej strefie arkady mają jednolitą formę i wymiary. Wsparte są na masywnych kolumnach z kapitelami i ponad nimi impostami. Kapitele zdobią liście akantu. Za łukami arkad mieszczą się głębokie wnęki. Powyżej gzymsu zmienia się artykulacja, występuje alternacja arkad. Pomiędzy trzema szerszymi arkadami okiennymi znajdują się dwie węższe, każda z nich wsparta jest na smukłych kolumnach o wysokich cokołach. Przestrzeń między ścianami i arkadami zajmują połączone ze sobą wąskie ganki. Przęsła przejściowe mają podobny jak w absydach podział, ale górna strefa jest podzielona na dwie kondygnacje z parzystymi arkadami. Nakryte sklepieniem żaglastym skrzyżowanie naw wsparte jest na potężnych filarach wiązkowych. 
Ściany korpusu nawowego podzielone są na trzy strefy, dolną mieszczącą pojedyncze arkady międzynawowe, środkowej mieszczącej empory z potrójnymi arkadami, oraz górnej z oknami flankowanymi niszami. Arkady empor mają łuki ostre. Trójpodział powtórzony został również w przęsłach przejściowych i w ścianie zachodniej. Okna nawy głównej mają łuki półkoliste, zaś naw bocznych są okrągłe. 
Kontrast między częścią zachodnią i wschodnią widoczny jest także na zewnątrz. Architektura korpusu nawowego jest ascetyczna, artykulację ścian tworzą jedynie lizeny, pod gzymsami znajdują się ciągi arkadek. Artykulacja elewacji zewnętrznych absyd w ogólnym zarysie odpowiada elewacjom wnętrza, przy czym górna strefa jest podzielona na dwie części. Ściany zdobią wsparte na kolumnach arkady mieszczące wnęki i okna. Szerokość arkad w obu strefach jest jednolita. Powyżej strefy okiennej znajdują się galeryjki arkadowe, charakterystyczne dla nadreńskiego romanizmu. Potężna wieża jest podzielona na cztery kondygnacje, narożne wieżyczki sześć. U nasady przybudówki ze ścianami zwieńczone niskimi, trójkątnymi szczytami. Każda kondygnacja wieży ma odmienną artykulację. Ściany najniższej kondygnacji są przeprute wąskimi okienkami, drugiej i trzeciej zdobią galeryjki arkadowe, w najwyższej kondygnacji znajdują się okna biforialne. Ściany najwyższych wieżyczek narożnych kondygnacji przeprute są prześwitami, w dolnej pojedynczymi, w górnej parzystymi.

## Wystrój wnętrza
Większość obecnego wystroju wnętrza tworzą zabytki umieszczone tu wtórnie, niewielka część jest historycznie związana z kościołem. 
Z pierwotnego wystroju zachowała się późnogotycka Grupa Ukrzyżowania – krucyfiks z Chrystusem i figury Marii i Jana Ewangelisty. Pierwotnie stanowiły część ołtarza z 1509 roku, fundacji rajcy miejskiego Johanna von Aich. Rzeźby wykonał Tilman van der Burch. Podczas odbudowy rzeźby wróciły na pierwotne miejsce, co poświadczają starsze źródła. Obok znajduje się Grób Pański – pełnoplastyczna figura Chrystusa złożonego do grobu w otoczeniu Nikodema, Marii Salome, Marii Magdaleny, Marii, Jana Ewangelisty i Józefa z Arymatei. Dzieło to ma charakter narracyjny, ukazuje scenę momentu złożenia Jezusa do grobu, obrazują to Nikodem i Józef z Arytamei, którzy kładą prześcieradło z ciałem Chrystusa na grobie. Maria Salome kieruje swój wzrok ku Nikodemowi, pozostali opłakują i adorują Zbawiciela. Dzieło to ma charakter dewocyjny, skierowane dla odbiorców aby oni włączyli się w adorację ciała Chrystusa. Taka forma upowszechniła się we Francji i krajach Rzeszy w XIV–XVI wieku. Dzieło to datowane na początku XVI wieku przypisywane jest Jochannowi von Aich, lub jego warsztatowi. Kolejną rzeźbą związaną prawdopodobnie z warsztatem van der Burcha jest ponadnaturalnej wielkości, drewniana figura Chrystusa Boleściwego (9), datowana na początek XVI wieku. Do najstarszych zabytków należy kamienna chrzcielnica (3) z pierwszej połowy XIII wieku. Wykonana jest z jasnego wapienia ma formę oktagonalną. Od strony zewnętrznej jest bogato rzeźbiona. W narożach u góry lwie głowy, w górnej części fryz ze stylizowanymi gałązkami z listkami winnej latorośli. Powyżej duże, stylizowane kwiaty. Zniszczoną podczas II wojny światowej miedzianą pokrywę zastąpiono współczesną wykonaną przez Karla Matthäusa Winter z Limburga an der Lahn. Na trzecim (od strony wejścia głównego) północnym filarze wisi gotycko-renesansowy Tryptyk Trzech Króli z około 1530 roku. Pośrodku malowany techniką olejną Pokłon Trzech Króli po lewej Adoracja Dzieciątka, po prawej Ofiarowanie Chrystusa w świątyni. Do najstarszych dzieł obecnego wystroju należy figura świętego Elifiusza (8), drugiego patrona świątyni. Nieznana jest proweniencja dzieła, do kościoła trafiła drogą zakupu na aukcji dzieł sztuki w 1986. Z centralnej Rusi pochodzi ikona Matki Boskiej (4) datowana na XVII wiek, tworząca część ołtarza NMP. W kaplicy Św. Brygidy znajdują się figury patronki oraz świętych Piotra i Pawła z XVI w.

## Dzwony
Przed ostatnią wojną w wieży mieściły się cztery dzwony o tonacjach 1–es1–f1–ges1. W latach 1984–1985 ludwisarz Florence Hüesker (ludwisarnia Petit & Gebr. Edelbrock, Gescher) odlał dla kościoła pięć nowych dzwonów. 

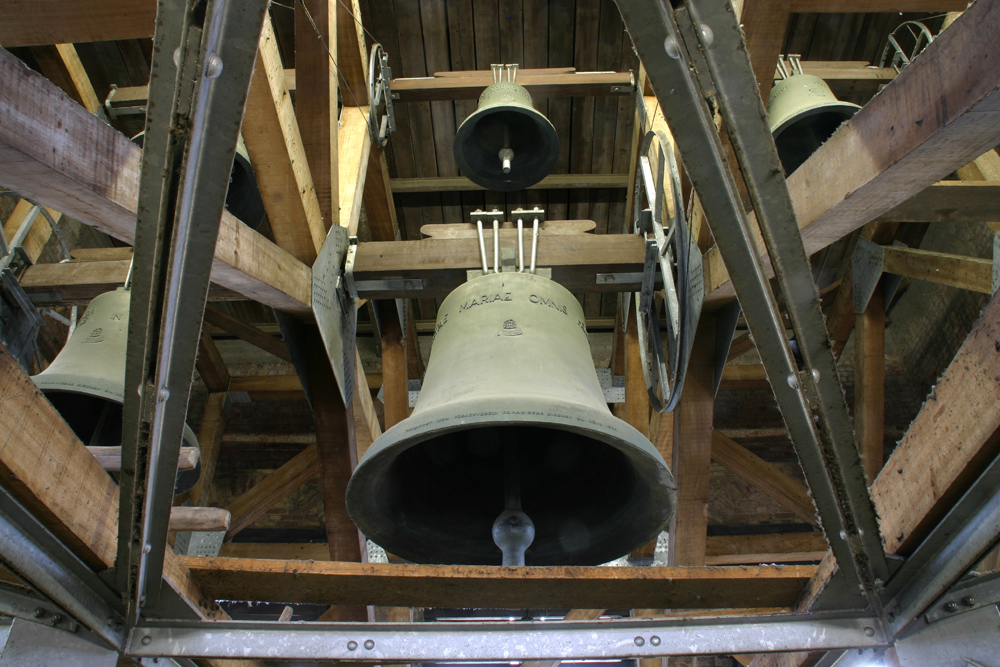
Dzwony

| Lp. | Nazwa    | Ø (mm) | Masa (kg) | Dźwięk (PT-1/16) | Inskrypcja (Przekład) |
| 1   | Maria    | 1580   | 2600      | c1 ±0            | UNI DEO ET SANCTAΣ MARIAΣ OMNIS HONOR ET GLORIA. (Jedynemu Bogu i Maryi Dziewicy cała chwała i cześć)                                                          |
| 2   | Martinus | 1150   | 1140      | f1 +1            | PER INTERCESSIONEM SANCTI MARTINI DA PACEM DOMINE IN DIEBUS NOSTRIS. (Za pośrednictwem św. Marcina Panie daj nam pokój w naszych czasach.)                     |
| 3   | Eliphius | 1070   | 820       | g1 +1            | SUM CAMPANA PII QUI NOS DEFENDIT SANCTI ELIPHII. (Ja jestem dzwonem pobożnego świętego Elifiusza który nami się opiekuje)                                      |
| 4   | Brigida  | 940    | 570       | a1 +1            | UT IN OMNIBUS DEUS GLORIFICETUR. (Że Bóg został pochwalony we wszystkim.)                                                                                      |
| 5   | Ursula   | 750    | 307       | c2 +2            | PROTEGE CIVITATEM TUAM UBI CUM SODALIBUS TUIS GLORIOSUM SANGUINEM REFUNDISTI. (Chroń Twoje miasto gdzie wraz ze swoimi pielgrzymującymi przelałaś swoją krew.) |